# Svensbyn
Svensbyn – miejscowość (tätort) w Szwecji, w regionie administracyjnym (län) Norrbotten, w gminie Piteå.
Według danych Szwedzkiego Urzędu Statystycznego liczba ludności wyniosła: 345 (31 grudnia 2015), 329 (31 grudnia 2018) i 318 (31 grudnia 2019).